# Ujściańska Polana
Ujściańska Polana (słow. Ustianská poľana) – dawna polana pasterska na południowo-zachodnich stokach podszczytowych partii Babiej Góry w Beskidzie Żywiecko-Orawskim (obecnie w granicach Słowacji).
W dokumentach wspominana była już w 1615 r. jako Ustianska lub Ustianskeho – była w tym czasie terenem wypasowym gospodarzy z założonej w XVI w. na prawie wołoskim wsi Ujście (słow. Ústie, wieś w większości zatopiona w l. 1952-1953 wodami Jeziora Orawskiego, dziś Ústie nad Priehradou, dzielnica Trzciany). Mylnie nazwana przez H. Zapałowicza w 1880 r. Huściańską Polaną, później otrzymywała równie błędne nazwy: Huciańska Polana lub Huciska.
Leżała na grzbiecie krótkiego, szerokiego ramienia, odchodzącego ku południowemu zachodowi w rejonie Kościółków i ograniczonego od zachodu dolinką potoku Bystra (słow. Bystrá). Dolna granica polany znajdowała się na wysokości ok. 1200 m n.p.m. Polana ciągnęła się na długości ok. 800 m, do wysokości ok. 1440 m n.p.m., wkraczając już swym górnym końcem w strefę kosodrzewiny. Jej dolna część, na której stawał szałas (w pobliżu źródło), nosi nazwę Szczawiny (słow. Ščaviny). Jest rozróżnialna do dziś dzięki występowaniu kęp szczawiu alpejskiego. Resztki drewnianej koliby widoczne były jeszcze w latach 80. XX w. W górnej części polany, w pobliżu wydatnej płyty skalnej zwanej Diablim Stołem (powyżej ocembrowane źródło) znajduje się miejsce zwane Półgórskimi Rozstajami.
Pasterstwo zanikło na Polanie Ujściańskiej już w latach międzywojennych. W 1926 r. tereny te objęto częściowo ochroną w rezerwacie przyrody (słow.) Kotlina pod Babou horou. Po utworzeniu w 1978 r. Obszaru Chronionego Krajobrazu Horná Orava cała dawna polana znalazła się w granicach obejmującego 530 ha rezerwatu przyrody Babia hora, sięgającego po szczyt Diablaka.
Wzdłuż grzbietu, przez całą długość polany, wiodła stara ścieżka z Rabczyc na Ujściańską Polanę, idąca następnie z Półgórskich Rozstai wyciętą w kosodrzewinie ścieżką, zwaną Zbójnickim Chodnikiem, na przełęcz Bronę i stamtąd na Markowe Szczawiny i dalej do Zawoi. Obecnie trasą tą od Słonej Wody biegnie żółto znakowany szlak turystyczny, który na Półgórskich Rozstajach skręca łukiem na wschód, na Diablak.